# 密蔵院 (刈谷市)
密蔵院（みつぞういん）は、愛知県刈谷市一里山町にある臨済宗永源寺派の寺院。山号は天目山。

## 概要
本尊は弘法大師・弥勒菩薩。三河三弘法のひとつであり、知立市弘法町の遍照院、刈谷市一ツ木町の西福寺に次ぐ第三番札所である。三河新四国霊場の第三番札所でもある。

## 歴史
弘仁13年（822年）、弘法大師（空海）が富士権現参詣の帰途で重原荘を訪れたとする伝承（参弘法伝説）が残っている。当初は真言宗であり、現在の碧海郡泉田村（現在の刈谷市泉田町）に所在していた。
正徳4年（1714年）に木吟禅師が臨済宗に改め、愛知郡高野村（現在の滋賀県東近江市）の永源寺の末寺とした。安永3年（1774年）には雷火にあって文書記録がことごとく焼失している。
やがて知多郡大高村（現在の名古屋市緑区）の長寿寺2世が現在地に移し、大師堂とともに寺を再建した。
1910年（明治43年）、堂宮大工の小野田又蔵によって鐘楼門が建立された。

## 境内
- 本堂
- 大師堂

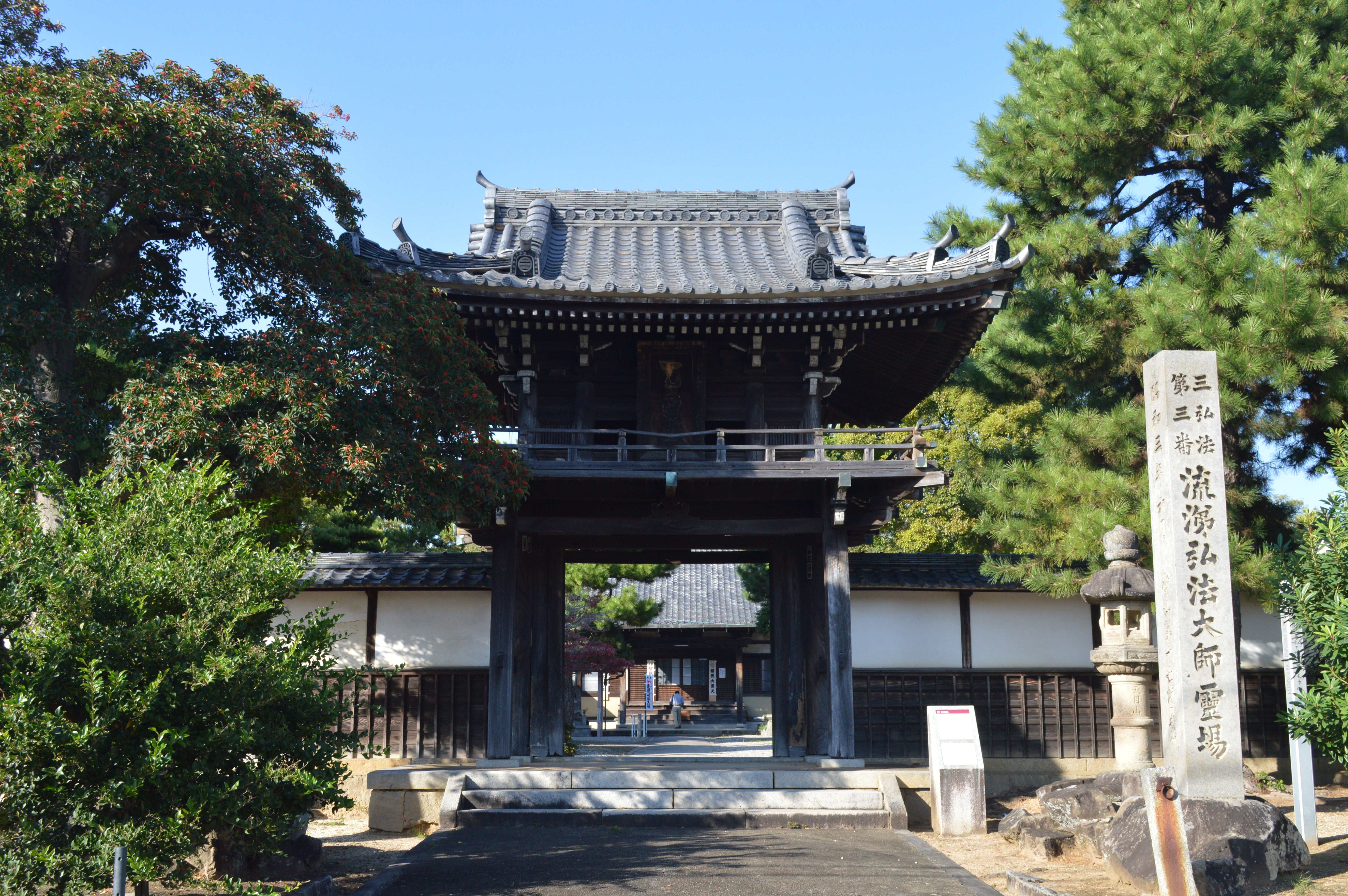
鐘楼門
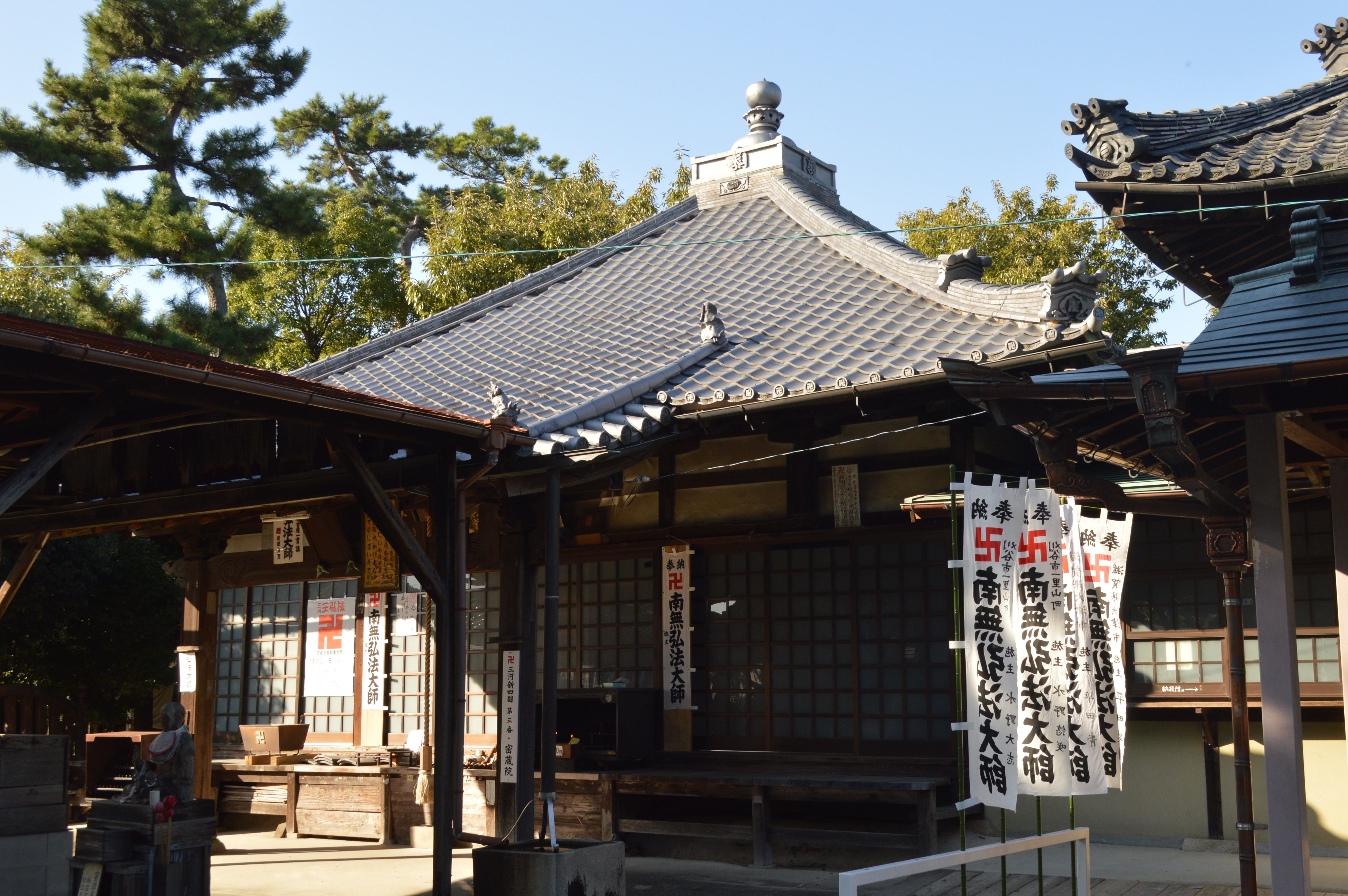
手水舎
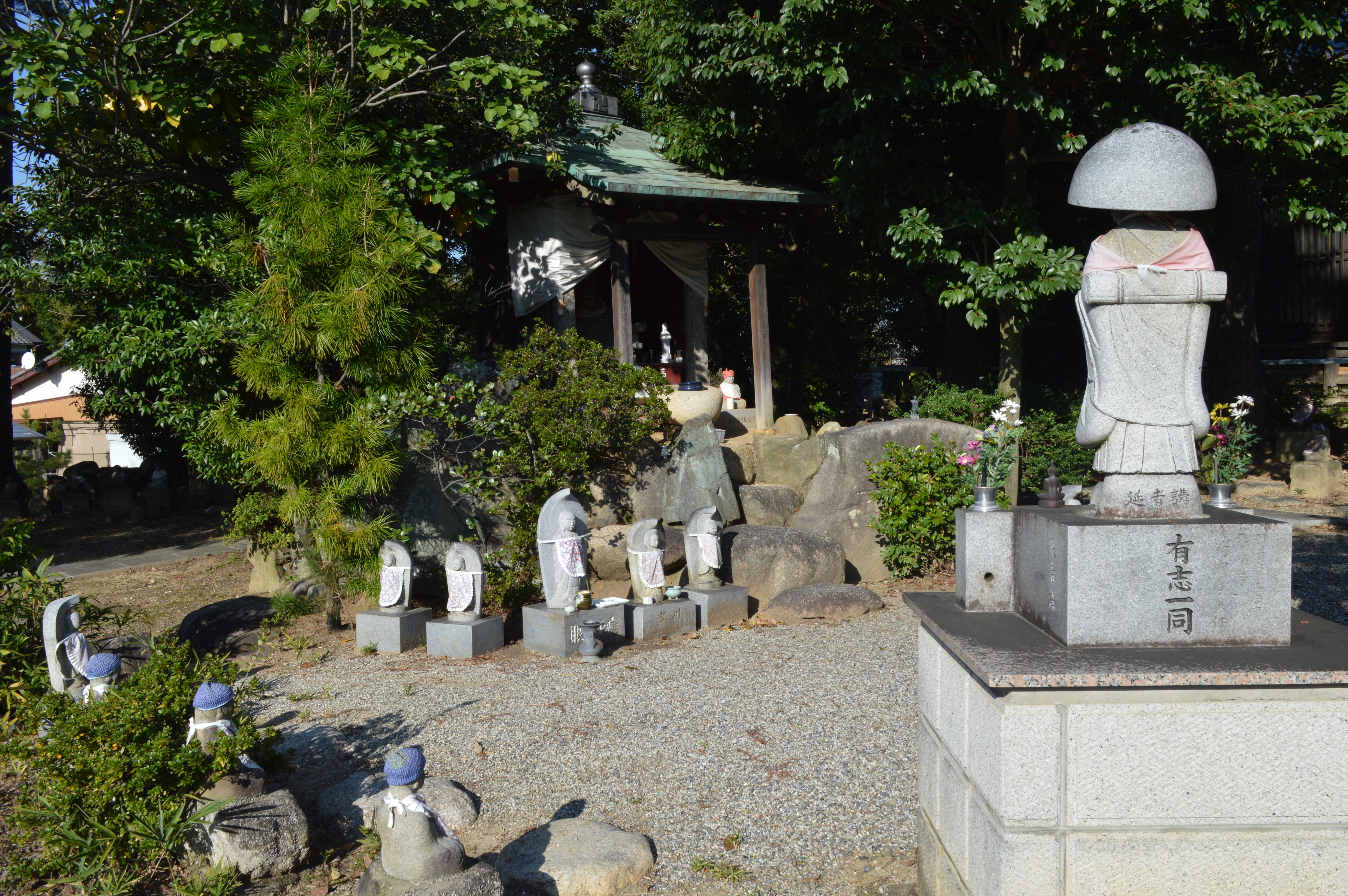
本四国お砂踏み霊場

- 鐘楼門
- 大師堂
- 本四国お砂踏み霊場

## 札所
三河三弘法の第三番札所であり、弘法大師の命日には多くの参詣者でにぎわう。第一番札所の遍照院（知立市弘法町）、第二番札所の西福寺（刈谷市一ツ木町）を経た参詣者は、逢妻川や旧東海道を超えて密蔵院にやってくる。密蔵院は三河新四国霊場の第三番札所でもあり、三河新四国霊場の第二番札所は西福寺で三河三弘法と同じであるが、第一番札所は総持寺（知立市西町）で三河三弘法と異なる。

## 現地情報
所在地
- 愛知県刈谷市一里山町南弘法24

アクセス
- 名鉄名古屋本線 一ツ木駅から徒歩で約17分。
- 刈谷市公共施設連絡バス：東境線「一里山市民館」バス停から徒歩で約10分。